# 大内町 (山口県)
大内町（おおうちちょう）は、かつて山口県吉敷郡に存在した町。1963年5月1日に編入合併し、山口市の一部となった。

## 地理
現在の山口市の東部、広域合併前の山口市の南東部に位置し、山に囲まれた地域である。旧大内村は山口市の東部、現山口市の中心市街地の南に隣接し、田園が広がる地域である。

## 歴史
- 1955年（昭和30年）4月1日 - 仁保村・小鯖村・大内村が合併して大内町が発足。
- 1963年（昭和38年）5月1日 - 山口市に編入。同日大内町廃止。

## 小字
ここでは、便宜上大内地区の字を記す

### 大内御堀（おおうちみほり）
- 大内畑（おおうちはた）
- 小野（おの）
- 金成団地（かなりだんち）
- 上千坊（かみせんぼう）
- 下千坊（しもせんぼう）
- 小京都ニュータウン（しょうきょうと）
- 菅内（すげうち）
- 菅内台（すげうちだい）
- 菅内団地（すげうちだんち）
- 千坊北（せんぼうきた）
- 問田（といだ）
- 中村（なかむら）
- 氷上（ひかみ）
- 東御堀（ひがしみほり）
- 姫山台（ひめやまだい）
- 姫山団地（ひめやまだんち）
- 松原（まつばら）
- 御堀（みほり）
- 御堀ケ丘（みほりがおか）
- 御堀団地（みほりだんち）

### 大内矢田（おおうちやた）
- 上矢田（かみやた）
- 茅野神田（かやのこうだ）
- 下矢田（しもやた）
- 新矢田（しんやた）
- 高芝（たかしば）
- 中矢田（なかやた）

### 大内長野（おおうちながの）
- 大道（だいどう）
- 殿河内（とのごうち）
- 長野（ながの）
- 長野グリーンタウン（ながの）
- 宮ノ馬場（みやのばば）

## 現在
現在は1955年合併以前の村域をベースに山口市の地域の一つ（大内地区、仁保地区、小鯖地区）に分けられており、それぞれに山口市役所の出張所が置かれている。大内地区（旧大内村）は山口市街地の中心部への近さもあって近年宅地化が進展しつつあり、山口市域でも人口の増加しているエリアの一つとなっている。